# Gamaliel III
Gamaliel III (IIIe siècle EC) était le fils de Rabbi Yehouda HaNassi qui l'a nommé comme son successeur en tant que nassi. Sa vie est peu connue mais il est probable que la révision de la Mishna a été terminée sous son règne.
La Mishna reporte trois de ses allocations, une traitant du devoir moral envers le bien public, une autre de l'égoïsme des gouvernements et une autre de la soumission à la volonté de Dieu.
Il était le père de Judah II.